# Jaroslav Flegr
Jaroslav Flegr (ur. 12 maja 1958 w Pradzie) – czeski parazytolog, badacz pierwotniaka Toxoplasma gondii, profesor Uniwersytetu Karola w Pradze, laureat Nagrody Ig Nobla.
W 2014 roku wraz z Janem Havlíčkiem, Davidem Hanueremm, Naren Ramakrishnan oraz Lisą Seyfried otrzymał Nagrodę Ig Nobla za badania, czy posiadanie przez człowieka kota stanowi zagrożenie dla jego psychiki.